# Pseudolycopodiella brevipedunculata
Pseudolycopodiella brevipedunculata là một loài thực vật có mạch trong Họ Thạch tùng. Loài này được (Alderw.) Holub miêu tả khoa học đầu tiên năm 1991.